# 北煤南运

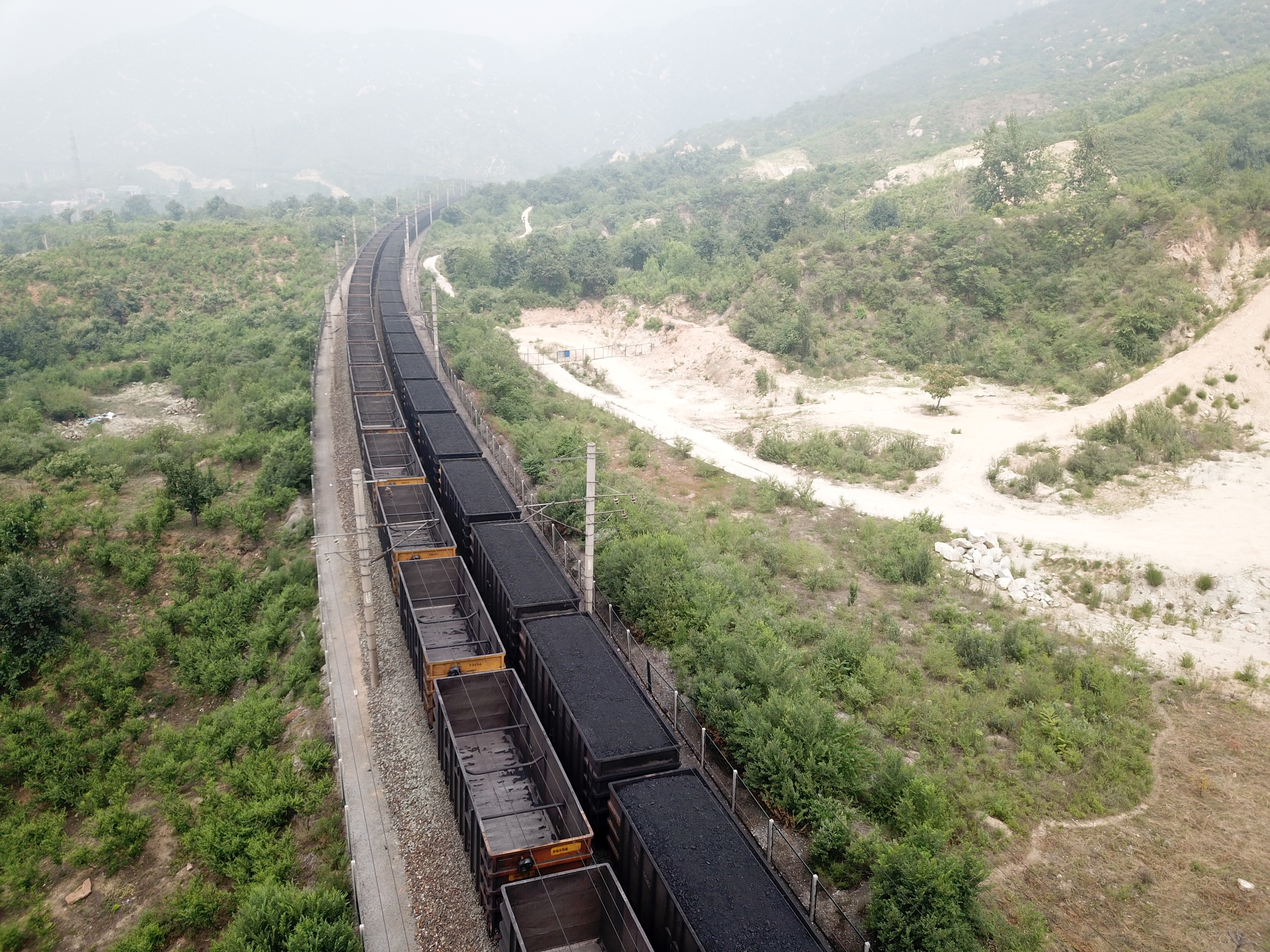
大秦铁路，北煤南运的重要通道

北煤南运是一个宏观的概念，此概念泛指将华北（特别是山西、陕西、内蒙古西部）生产的煤炭通过铁路运输、水路运输、公路运输以及多式联运的方式运输到华中、华南省份。相对于“西气东输”“南水北调”常被媒体与政府部门提及、有具体对应的专用工程，北煤南运并不代表某一个或几个特定的工程或路线，涵盖范围比较广泛。担负北煤南运任务的交通运输设施或路线则被称为北煤南运通道。

## 背景
中国大陆的煤矿资源集中在北方省份，特别是山西、陕西、内蒙古西部，这三个区域因为煤炭储量最丰富、产煤多，被合称为“三西”，2020年12月，中国煤炭工业协会新闻发言人张宏表示，晋陕蒙三省煤炭产量已占到全国的70%。由于各地需求旺盛，1949-1979年间，煤炭产量增长了近二十倍；1991年中国煤炭产量创下10.8亿吨的纪录，成为世界第一产煤大国。
其他地区煤炭储量占比低，特别是东部沿海地区能源消耗大，煤炭需求大于产能；20世纪80年代末，上海曾遭遇煤炭只够供应两小时的尴尬局面。朱镕基任上海市长时就曾提及过北方特别是山西煤对城市生产的重要性。2003年，根据国家统计局统计，全国货运量有40%用于煤炭运输。2008年中国南方雪灾后，有关注能源安全的业内人士提出“修建北煤南运铁路专线，以解决华中地区能源瓶颈”。2015年以后，受环保以及去产能政策影响，华东、西南、东北三省等地大量煤场关闭，煤炭供给向三西地区集中。直到今天，高峰期的北煤南运压力仍然很大。

## 发展史
20世纪70年代，为了“扭转北煤南运”，各地曾尝试改进生产工艺，或开发南方煤田（夺煤大会战）。华国锋曾多次指示:“要大量利用煤矸石、石煤，要利用南方的石煤发电，要搞沸腾炉，这个问题很重要。”
1979年，有学者指出，自1949年以来，煤炭产量增长了近二十倍；当时每产煤一万吨，就为铁路运输提供运量约七千吨；煤炭占到铁路货运量的38%，在京包铁路、京广铁路、津浦铁路等主要干线的部分区段，煤运量甚至达到60%至80%，导致南北运输失衡，大批空敞车长距离调拨，抬高了运输成本，增加了铁路运输组织的困难。
1979年6月，国家为了运输山西、山东的煤炭，决定新开一条通向华东和海陆联运的通道，加速鲁中南经济的发展，决定修建兖石铁路。
1979年12月，日本首相大平正芳访华，承诺提供ODA贷款。此后贷款使用于兖州-石臼所铁路建设工程，北京-秦皇岛铁路扩建工程，石臼所港（今日照港）、秦皇岛港建设等工程。除了有利于中国煤炭跨区调运以外，日本政府认为对港口与铁路的援助贷款有利于从中国进口能源，特别是煤炭。
1985年1月，大秦铁路一期工程开始施工，该工程也是七五计划中铁路建设三大重点工程之一。
1985年末，煤炭运输通道兖石铁路竣工验收通车。
1992年12月21日，大同至秦皇岛铁路全线开通，可使山西北部、内蒙古西部、陕西北部的煤炭直接运至秦皇岛港口接卸，对晋煤外运，缓解华东、华南地区用煤紧张的局势，具有重大的战略意义。
2008年中国南方雪灾后，有专家提出要建设类似于大秦铁路一样的北煤南运专线。2011年，政府部门开始规划内蒙古西部至华中地区铁路煤运通道工程。
2014年12月30日，瓦日铁路正式建成通车。
2017年1月3日，中华人民共和国国务院印发《全国国土规划纲要（2016—2030年）》，要求“坚持输煤输电并举，逐步提高输电比重，扩大北煤南运和西电东送规模”“优化煤炭跨区流向，重点建设内蒙古西部地区至华中地区的北煤南运战略通道；建设山西、陕西和内蒙古西部地区至唐山地区港口、山西中南部至山东沿海港口等西煤东运新通道”。
2019年9月28日，一次性建成并运营的世界最长重载铁路浩吉铁路（浩勒报吉至吉安铁路）正式开通，可减轻焦柳铁路和由秦皇岛海运到南方港口的运输压力。
2020年9月28日，位于湖北襄阳的浩吉铁路郜营站完成联锁软件换装，新增襄郜下行联络线，浩吉铁路与焦柳铁路实现互联互通。

## 铁路运输

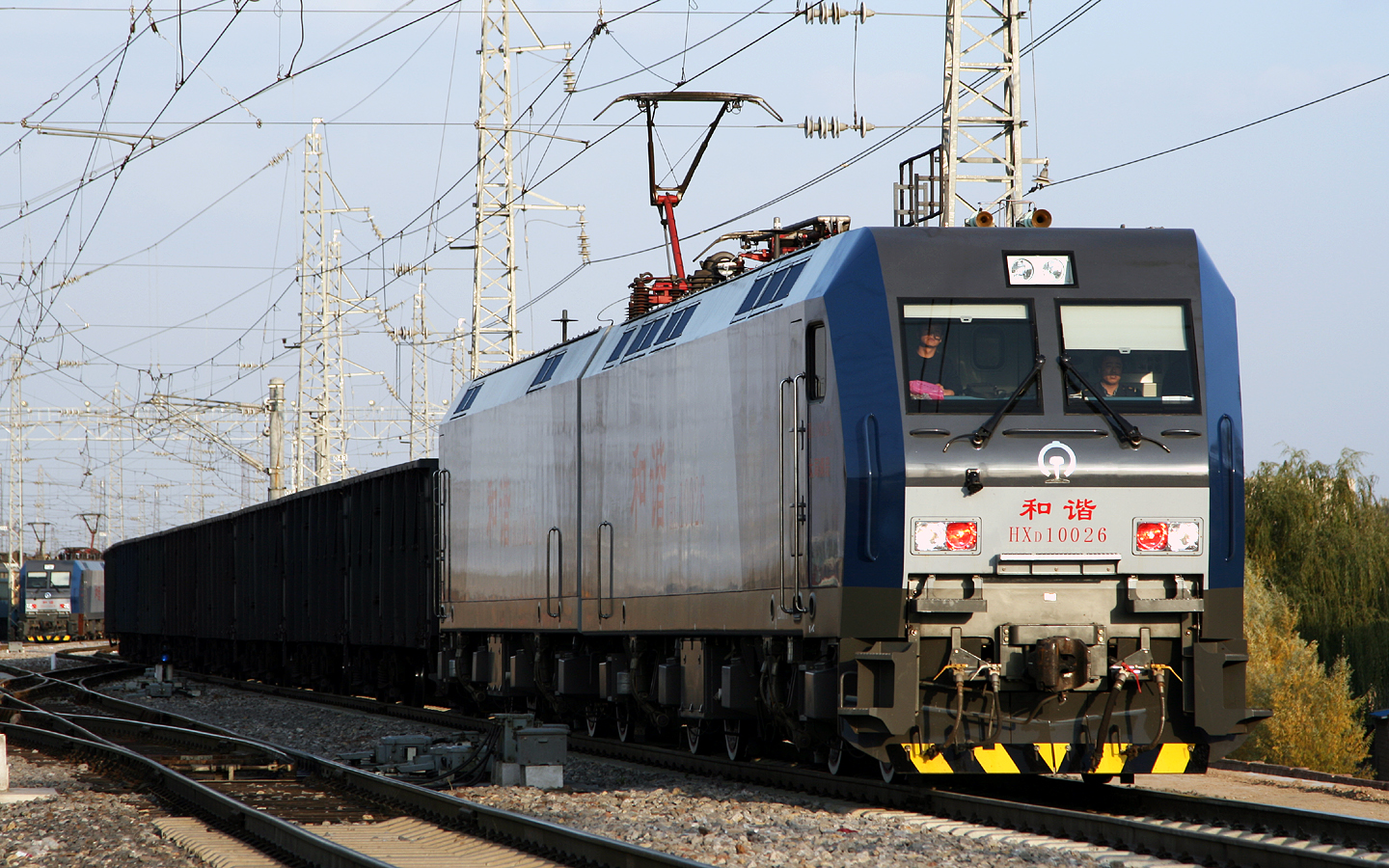
大秦铁路的万吨重载运煤专列

华北生产的煤炭可经铁路直接运输到南方城市甚至直达发电站；也可以运输到河北、山东的沿海港口转水路运输，这部分向东运输煤炭的过程也称作“西煤东运”。铁路运煤比公路成本低很多，且更环保，有时运输成本甚至低于水路运输。但是南北走向的铁路，除浩吉铁路以外，京九、京广、焦枝等铁路干线都是客货混运线路，难以承受运煤压力，需要兼顾运输其他货物，从本世纪初至浩吉铁路建成经历了多年的运力饱和；有时为了保证客运正常运转，铁路部门往往限制甚至停开货运列车。

### 重要铁路
- 专营煤炭运输的重载铁路：
  - 大秦铁路
  - 朔黄铁路
  - 浩吉铁路[28][29]
- 铁路干线：
  - 侯马—日照通道（侯月铁路，新兖铁路，兖石铁路）
  - 瓦日铁路
  - 焦柳铁路
  - 石太铁路

### 主要车站
- 大同站：大秦铁路起点站；
- 秦皇岛站：大秦铁路终点站；
- 神池南站：神华铁路起点站；
- 日照站（石臼所站）：兖石铁路，瓦日铁路终点站；
- 襄阳北站：焦柳、汉丹、襄渝、浩吉四条铁路干线交会处，重要编组站。2020年入冬以来，每天超过10万吨电煤在该站集结、中转、外运[30][31][32]。
- 襄州北站：浩吉铁路线上唯一的组合分解站，也是该铁路的心脏区[33]。

## 水路运输

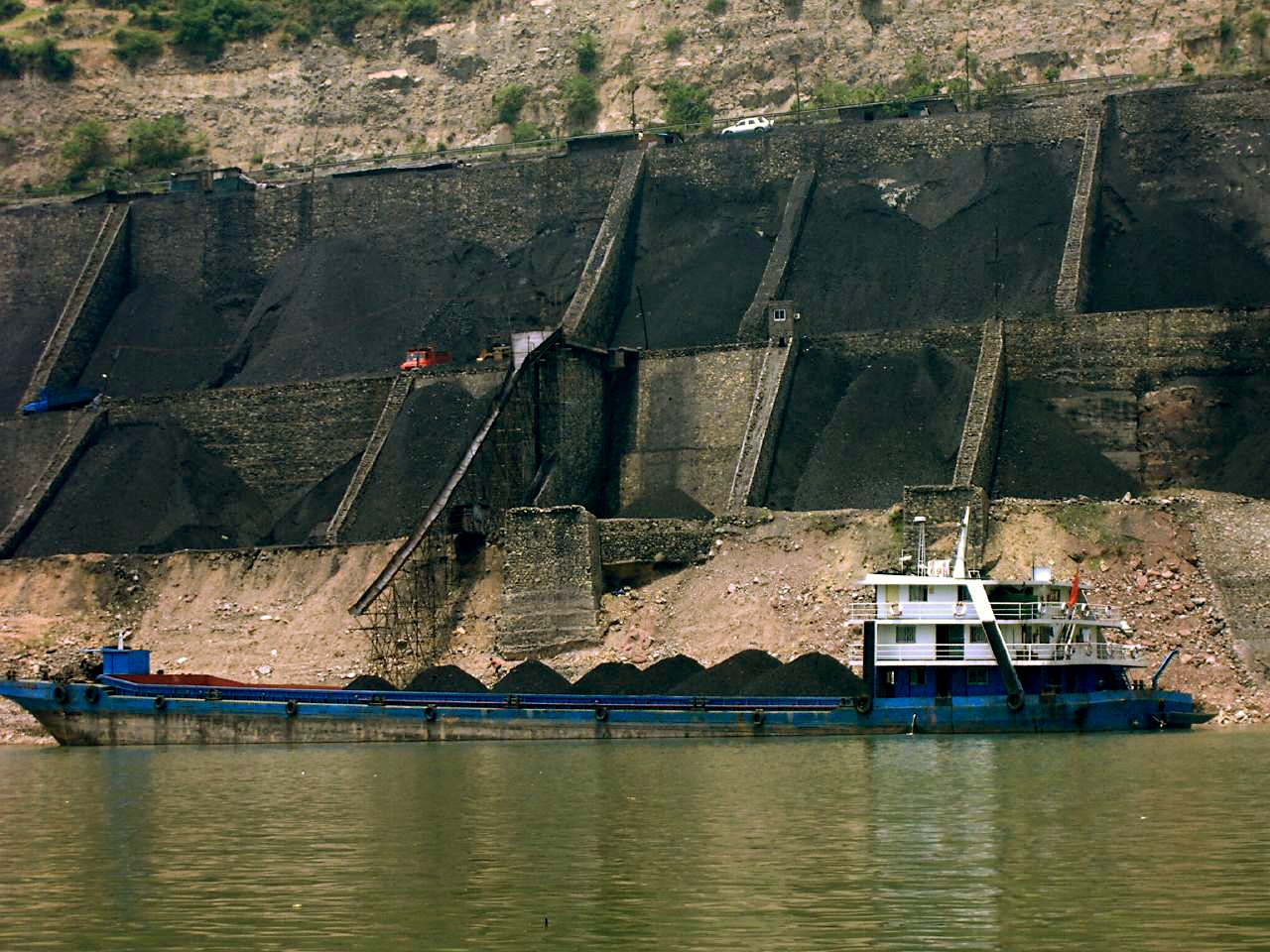
内河运煤船（2007年）

铁路运抵港口的煤炭在港上船，通过水路运抵南方城市港口，有的需要在中转港口换内河船完成内河航运的流程，部分煤炭则从内河港口出发不经中转直接抵达目的地。水路运煤不但可以降低沿海沿河城市的物流成本，而且运量大，有的甚至可以直达沿海沿江发电站，但是对于华中地区，水运成本高于铁路运输。

### 内河运输
内河航运主要涉及京杭大运河（鲁南运河段及以南）与长江航道。
作为“北煤南运”的主通道，江苏全省电煤用量的1/3通过京杭运河苏北段（苏北运河）运输。在电煤供应紧张的期间，京杭大运河船闸有时24小时不间断放行电煤运输船。2020年12月29日，苏北航运管理处通报，苏北运河全线煤炭通过量已达7983万吨，占货物通过量的28.9%。

### 海上运输
河北、天津地区在渤海的港口，承担着70%的北煤南运的输送量。铁路运抵到港的煤炭下水后，通过海运运往上海、江苏、浙江、福建、广东五个沿海省市，或在江苏换内河船运往长江腹地。有的海事部门为了保证北煤南运，达成了跨省的合作协议。另外，如果遭遇恶劣天气，海事部门会优先保障运煤船舶进出港口，保证能源供应。如果遭遇冰封渤海，港口的大型拖船以及海军破冰船参与破冰，避免煤炭的海上运输受阻。

### 电煤“海进江”
部分在沿海港口上船的煤炭经黄海运抵达江苏等地中转港口，换内河运输船，沿长江及其支流运输到目的地的过程被称作“海进江”。按照一般的运输规律，水路运输的成本比铁路运输低得多，但是“海进江”周期长、中转多，华北煤炭要通过铁路向东运送到北方港口，经黄海向南运到江苏等地换船溯长江西行，转运至沿江各港口，再辗转运到省内各大火电厂或企业。结果是水路运输的成本反而比铁路运输高。比如大同的煤运抵湖南，“海进江”比铁路多走2000余公里，调运的成本平均每吨高出120至150元。

### 主要港口
- 秦皇岛港：大秦铁路运抵煤炭在此港口上船，曾经是最大的北煤南运中转港[文 3]，煤炭专业化泊位有21个，设计通过能力19885万吨[文 7]；
- 黄骅港：朔黄铁路运抵煤炭在此港口上船；2020年1-10月，秦皇岛港与黄骅港合计发运煤炭3.1亿吨，占北方港口煤炭发运量的52.2%[39]；
- 唐山港：北煤南运重要港口[40]；
- 天津港；
- 日照港：兖石铁路、瓦日铁路运抵煤炭在此港口上船，兼顾铁矿石进口；
- 青岛港；
- 连云港港；
- 锦州港：以上为北煤南运主要下水港[文 7]。
- 济宁港：京杭大运河内河港口，山东省最大的内河港口，主营煤炭运输[41][42]；
- 江阴港，南通港：电煤“海进江”中转港口[22]。

## 公路运输
公路运煤有末端点到点与长途运输两种形式。在部分省市电煤紧张期间，公路管理部门会施行“绿色通道”政策，对省内运输电煤的汽车停收过路费，有时运煤卡车甚至要在煤炭交易中心排长队等待。不过，由于平均运输成本高，外加环保、大宗货物“公转铁”政策的影响，公路运输规模已不如从前。

## 管道运输
世界上曾有零星的尝试建设输煤管道先例，但是因为种种问题而关闭。武汉市煤炭协会曾计划投资百亿元铺设输煤管道，从陕西省彬县矿区起头，经咸阳、西安翻越秦岭，进入鄂省，缓解煤炭运输困境。2020年10月，全长727公里，设计年输送精煤1000万吨的神渭输煤管道带浆试运行成功，这是中国首条长距离管道输煤项目。

### 论文
1. 1 2  王柏江. . 长沙铁道学院学报. 1979, (04): 94-99.
2. ↑  华祖贵. . 中国对外贸易. 1994, (04)  [2020-12-30]. （原始内容存档于2020-12-30）.
3. 1 2 3 4  李艳. . 大连海事大学. 2005.
4. ↑  陈栋生. . 经济管理. 1979, (02).
5. ↑  马成三. . 国际贸易. 2007, (06)  [2020-12-31]. （原始内容存档于2021-01-01）.
6. ↑  于良 金凤君 张兵. . 铁道经济研究. 2006, (05): 38-41.
7. 1 2  朱云海. 程军. . 交通企业管理. 2015, 30 (07): 12-14. doi:10.3963/j.issn.1006-8864.2015.7.004.
8. ↑  盛家铎. . 煤矿设计. 1992  [2020-12-30]. （原始内容存档于2021-01-01）.